# Puperita bensoni
Puperita bensoni is een slakkensoort uit de familie van de Neritidae. De wetenschappelijke naam van de soort is voor het eerst geldig gepubliceerd in 1850 door Recluz.